# Santa María del Campo
Santa María del Campo ist ein Ort und eine nordspanische Landgemeinde (municipio) mit 523 Einwohnern (Stand: 2024) im Zentrum der Provinz Burgos in der Autonomen Gemeinschaft Kastilien-León.

## Lage und Klima
Der Ort Santa María del Campo liegt zwischen den Flüssen Arlanza und Arlanzón in der kastilischen Hochebene (meseta) gut 37 km (Fahrtstrecke) südwestlich der Provinzhauptstadt Burgos in einer Höhe von ca. 815 m; die historisch bedeutsame Kleinstadt Lerma befindet sich etwa 24 km südöstlich. Das Klima ist gemäßigt bis warm; Regen (ca. 510 mm/Jahr) fällt übers Jahr verteilt.

## Bevölkerungsentwicklung
| Jahr      | 1857  | 1900  | 1950  | 2000 | 2018 |
| Einwohner | 1.353 | 1.262 | 1.314 | 727  | 537  |

Die Mechanisierung der Landwirtschaft, die Aufgabe bäuerlicher Kleinbetriebe und der damit einhergehende Verlust von Arbeitsplätzen haben seit der Mitte des 20. Jahrhunderts zu einem deutlichen Rückgang der Einwohnerzahlen geführt (Landflucht).

## Wirtschaft
Die Einwohner der Landgemeinde leben hauptsächlich von der Landwirtschaft (Ackerbau, Viehzucht und Weinbau); die Gemeinde gehört zum Weinbaugebiet Arlanza (D.O.). Seit den 1960er Jahren spielt auch die sommerliche Vermietung von Ferienhäusern (casas rurales) eine gewisse wirtschaftliche Rolle.

## Geschichte
Über die Ursprünge des Ortes ist nichts bekannt; keltische, römische, westgotische und selbst maurische Spuren fehlen. Obwohl er schon früher existiert haben dürfte, wird der Ort im 13. Jahrhundert erstmals urkundlich erwähnt; Ende Dezember 1506 machte der Leichenzug Philipps I. unter der Führung seiner Witwe Johanna der Wahnsinnigen hier Station. Am 25. März 1608 verkaufte Philipp III. die Grundherrschaft (señorio) über Santa María del Campo und mehr als 300 weitere Orte an Francisco Gómez de Sandoval y Rojas, den Herzog von Lerma.

## Sehenswürdigkeiten

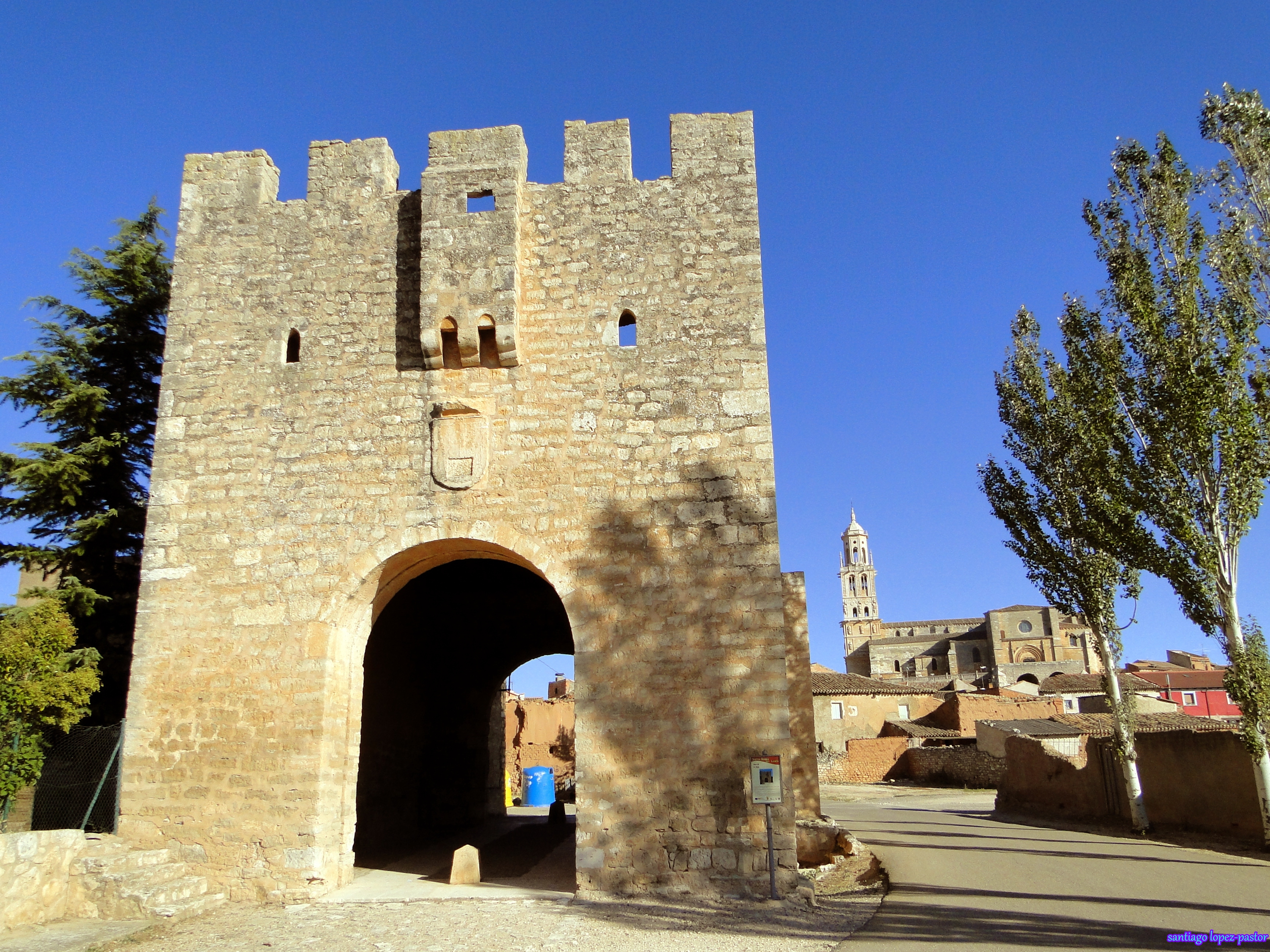
Santa María del Campo – Arco de la Fuente

- Die Iglesia de la Asunción de Nuestra Señora ist eine der Himmelfahrt Mariens geweihte Kollegiatkirche mit Kreuzgang (claustro). Sie entstand ab dem 13. Jahrhundert; gegen Ende des 15. und zu Beginn des 16. Jahrhunderts wurde sie umgestaltet. Die oberen Turmgeschosse wurden in den 20er Jahren des 16. Jahrhunderts von Diego de Siloé geplant und von seinem Schüler Juan de Salas vollendet. Im Innern der Kirche beeindrucken das Sterngewölbe, das Altarretabel (retablo) der Mittelapsis, die Kanzel (pulpito) sowie mehrere Grabmäler. Die spätgotischen Maßwerkfüllungen der Kreuzgangarkaden stammen aus dem 15. Jahrhundert.[5]
- Die Fassade der Casa del Cordón ist von einem steinernen Seil umspannt. Hier logierte Johanna die Wahnsinnige bei ihrem Kurzaufenthalt.
- Reste der ehemaligen Stadtmauer sind erhalten. Besonders beeindruckt das Arco de la Fuente genannte Stadttor.
- Im Hügel unterhalb der Kirche befinden sich mehrere Felsenkeller (bodegas).